# Магдалена Грааф
Енгла Марія Магдалена Грааф (швед. Engla Maria Magdalena Graaf; народилася 2 вересня 1975 року в Гетеборзі) — шведська модель, співачка, благодійниця та автобіографка. У 1998 році разом із сестрою Ханною утворила гурт The Graaf Sisters та займається благодійністю.

## Ранні роки
Грааф народилася в Гетеборзі, а виросла в Кунгсенгені в Стокгольмському лені, у родині шведських п'ятдесятників.
У пізньому підлітковому віці Грааф завагітніла. Щоб не обтяжувати або бентежити своїх релігійних батьків, вона одружилася зі своїм хлопцем, фінським гангстером Юрму, з яким вже жила, і народила сина Ісака. У цей період вона переживала фізичне й емоційне насильство.
Після того, як Грааф підстрелили в ногу, вона пішла від чоловіка, попри погрози в бік неї та її родини. Врешті вона повідомила про це у відповідні органи, після чого її взяли під охорону і надали нове посвідчення особи. Разом з сином вони переїжджали з місця на місце, поки врешті не оселилися в Гетеборзі, де жили під іменами Міхаела та Віль.
Її чоловіка зрештою випустили з в'язниці, і він пообіцяв винагороду тому, хто завдасть шкоди Магдалені та її сестрі. Грааф була дуже незадоволена недостатньою допомогою правоохоронних органів. За неї заступився колишній лідер банди. Згодом вона перестала ховатися і повернулася додому до матері; пізніше домагання від колишнього припинилися.

## Кар'єра

### Модельна кар'єра
Внаслідок стресу після обвинувачення колишнього чоловіка Грааф втратила вагу і страждала від невпевненості. Вона зробила операцію зі збільшення грудей та почала займатися фізичними вправами. Її сестра Ханна, уже відома модель, відвела її на вечірку знаменитостей, де Магдалена познайомилася з музикантом E-Type, який почав до неї залицятися. Вона стверджує, що це додало їй впевненості, а поява поруч зі сестрою стала поштовхом до власної кар'єри моделі.
Грааф пішла слідами молодшої сестри і стала гламурною моделлю, вони часто працювали разом. Обидві стали скандальновідомими через появу в численних чоловічих журналах, що посприяло кар'єрі менш відомої Грааф. Вона з'явилася в журналах Café, Moore, Slitz. У 1998 році Грааф з'явилася на трьох різних обкладинках Café.
Сестри перервали модельну кар'єру і пішли в музику. В 2004 році спробували повернутися в галузь: прилетіли до Лос-Анджелеса і взяли участь у зйомці для журналу FHM.

### Музика
У 1998 році сестри Грааф відмовилися від гламурного моделінгу, щоб продовжити музичну кар'єру. Того року Магдалена і Ханна утворили музичний дует The Graaf Sisters і швидко отримали контракт з Sony BMG. Вони працювали з продюсерами Крістером Санделіном, Томмі Екманом та Роб-н-Разом. Пісня You Got (What I Want) стала хітом у Швеції. Однак після того дует взяв перерву на одруження та народження дітей сестрами.

### Письменництво
У березні 2006 року Грааф випустила автобіографію Det ska bli ett sant nöje att döda dig («Убити тебе буде справжньою насолодою»), у якій розповідає про своє дитинство та перший проблематичний шлюб. Заголовок книжки — останнє, що сказав їй колишній чоловік Юрма, перш ніж вона покинула його і втекла з їхнім сином Ісаком.

### Телебачення
Грааф брала участь у шведській версії «Танців з зірками», але в кінці січня 2009 року мусила покинути шоу через мозковий крововилив. Вона також працює в лотереї Postkodlotteriet і вручає гроші переможцям; шоу транслюється на каналі TV4.

## Особисте життя
У 1995 році Грааф народила сина Ісака з першим чоловіком. Через півтора року після народження Ісака Грааф втекла від чоловіка-кривдника. У 1999 році Грааф одружилася зі шведським футбольним воротарем Магнусом Гедманом. У пари двоє синів: Ланселот (2000 р. н.) та Тристан (2004). На початку шлюбу пара жила в околицях Нортгемптона, Англія, де Гедман грав у футбол у Селтіку.
Після виходу чоловіка на пенсію пара проживала в Стокгольмі. У 2006 році Граф розійшлася з чоловіком після повідомлення газет про його роман зі співачкою Ліндою Бенгтзінг. Пізніше вони розлучилися.
Четвертого сина Чарлі народила в 2011 році. Її найстарший син Ісак загинув у ДТП 25 серпня 2014 року. В 2016 році народила п'ятого сина Луї.

## Благодійність
За свою благодійну діяльність сестри Грааф потрапили у Список європейських героїв журналу «Тайм». Магдалена з Ханною жертвували гроші на допомогу сиротинцям у Нагпурі в центральній Індії. Сестри стверджують, що ніколи не відходили далеко від свого п'ятдесятницького виховання і що свою схильність до благодійності успадкували від матері, Лінди Берглінг, яка працювала місіонеркою в Азії й Африці. Вони також побудували два дитячі будинки та школу. Тодішній чоловік Магдалени, Магнус, стверджував, що вона постійно починала розмови про пожертви з його друзями на вечірках.